# Джим Колинс
Джеймс „Джим“ Колинс (на английски: James C. 'Jim' Collins, III, р. 25 януари 1958) е американски бизнес консултант, писател и изследовател. Автор е на книгите „Как загиват великите и защо някои компании никога не се предават“, „От доброто към великото: защо някои компании извършват пробив, а други не“, „Пътят към величието“ и „Велики по собствен избор“. Работите на Колинс са публикувани в Harvard Business Review, Business Week и Fortune.

## Кариера
Колинс започва преподавателска и изследователска работа във Висшето бизнес училище при Станфордския университет и през 1992 г. получава преподавателска премия. През 1995 г. открива лаборатория по мениджмънт в град Боулдър където провежда изследвания и обучава мениджъри за частния и държавния сектор. Междувременно за известно време е директор на „Си Ен Ен Интернешенъл“, сътрудничи с Медицинския институт Джон Хопкинс, скаутското движение, Асоциацията на църковните лидери, Американската асоциация на училищните инспектори и Корпусът на морската пехота на САЩ.
Книгите на Джим Колинс са в списъка на бестселърите на Business Week и са преведени на 35 езика в милионни тиражи.
През 1980 г. се жени за Джоан Ърнст.

## Външни източници
- официален сайт
- профил на Ню Йорк Таймс
- Как Джим Колинс взима решения